# François-Thérèse Panisset
François-Thérèse Panisset (né le 2 juin 1729 à Chambéry et mort à Tresserve le 23 février 1829) est un ecclésiastique qui fut évêque constitutionnel du département du Mont-Blanc de 1793 à  1796.

## Biographie
François-Thérèse est le fils de François Panisset et de Thérèse Boquin. Il est ordonné prêtre en 1765, et enseigne pendant 27 ans comme professeur de rhétorique au collège royal de Chambéry. Il est nommé curé de Saint-Pierre-d'Albigny par le roi Victor-Amédée III de Sardaigne le 27 novembre 1783. En 1792 le duché de Savoie est occupé puis annexé par les troupes révolutionnaires françaises. L'évêque de Chambéry Michel Conseil refuse le serment conforme à la Constitution civile du clergé que l'on veut lui imposer et il est déclaré déchu pendant que l'évêque de Saint-Jean-de-Maurienne Charles-Joseph Compans de Brichanteau se réfugie à Turin.
Le 6 mars 1793, François-Thérèse Panisset est élu évêque constitutionnel du nouveau département du Mont-Blanc crée le 27 novembre 1792.  Il est consacré le 7 avril suivant à Lyon par  Antoine-Adrien Lamourette l'évêque constitutionnel du département de Rhône-et-Loire avec comme co-consécrateurs Louis Charrier de La Roche et Henri Reymond. Le nouvel évêque prend possession le 14 avril de son diocèse  dont le siège est fixé à Annecy, mais il se heurte rapidement à l'intransigeance des représentants en mission et il est même emprisonné fin 1793. Dans ce contexte, il tente de se rapprocher de l'Église catholique prétextant qu'il a été réconcilié avec elle par un prêtre. Jean-Baptiste-Marie Aubriot de La Palme, vicaire général de l'ancien évêque de Chambéry,  qui vit en quasi exil et administre clandestinement le diocèse soumet son cas au Vatican qui répond que sa rétractation doit être « écrite et publique et complète » car il doit également dénoncer les idées de Baïus, Jansénius et Pasquier Quesnel  auxquelles on le soupçonne d'adhérer du fait de son attitude austère. Il adresse donc sa lettre de soumission le 26 février 1796 et  obtient sa réconciliation le 6 mars 1798 à Lausanne par Pietro Gravina, nonce apostolique à Lucerne et il est rétabli dans les ordres. 
Il est de nouveau curé concordataire de la  paroisse de Tresserve dans l'actuel département de la Savoie de 1803 à sa mort le 23 février 1829. François Thérèse Panisset est le seul évêque constitutionnel, réconcilié avec l'Église antérieurement au concordat de 1801